# Parilyrgis tacta
Parilyrgis tacta là một loài bướm đêm trong họ Erebidae.